# Mehrzad Madanchi
Mehrzad Madanchi Ardakani (en persa: مهرزاد معدنچی اردکانی‎; Shiraz, Fars, 12 de octubre de 1983) es un exfutbolista iraní que jugaba en la posición de extremo.

## Carrera

### Club
| Periodo   | Club          | País | Apariciones | Goles |
| --------- | ------------- | ---- | ----------- | ----- |
| 2002-2005 | Fajr Sepasi   | Irán | 69          | 10    |
| 2005-2007 | Persepolis FC | Irán | 55          | 11    |
| 2007–2008 | Al-Shaab CSC  | EAU  | 21          | 15    |
| 2008–2009 | Al-Nasr SC    | EAU  | 18          | 9     |
| 2009–2010 | Al-Ahli FC    | EAU  | 15          | 1     |
| 2010–2011 | Steel Azin FC | Irán | 21          | 0     |
| 2011–2012 | Al-Shaab CSC  | EAU  | 16          | 0     |
| 2012–2013 | Persepolis FC | Irán | 5           | 0     |
| 2013–2014 | Fajr Sepasi   | Irán | 14          | 0     |

### Selección nacional
Jugó para Irán en 41 ocasiones de 2003 a 2010 y anotó 8 goles; participó en la Copa Mundial de Fútbol de 2006 y en la Copa Asiática 2007.

## Logros

### Selección nacional
- Copa Desafío AFC-OFC (1): 2003

### Individual
- Futbolista Extranjero del Año de la UAE Pro League (1): 2007–08

## Estadísticas

### Goles con selección nacional
| # | Fecha                 | Lugar                                           | Oponente             | Gol | Resultado | Competición                              |
| - | --------------------- | ----------------------------------------------- | -------------------- | --- | --------- | ---------------------------------------- |
| 1 | 22 de febrero de 2006 | Estadio Azadi, Teherán, Irán                    | China Taipéi         | 2–0 | 4–0       | Clasificación para la Copa Asiática 2007 |
| 2 | 22 de febrero de 2006 | Estadio Azadi, Teherán, Irán                    | China Taipéi         | 3–0 | 4–0       | Clasificación para la Copa Asiática 2007 |
| 3 | 31 de mayo de 2006    | Estadio Azadi, Teherán, Irán                    | Bosnia y Herzegovina | 1–2 | 5–2       | Amistoso                                 |
| 4 | 2 de julio de 2007    | Estadio Azadi, Teherán, Irán                    | Jamaica              | 2–0 | 8–1       | Amistoso                                 |
| 5 | 2 de julio de 2007    | Estadio Azadi, Teherán, Irán                    | Jamaica              | 5–0 | 8–1       | Amistoso                                 |
| 6 | 1 de abril de 2009    | Estadio Azadi, Teherán, Irán                    | Senegal              | 1–1 | 1-1       | Amistoso                                 |
| 7 | 2 de enero de 2010    | Estadio Suheim bin Hamad, Doha, Catar           | Corea del Norte      | 1–0 | 1–0       | Copa de la Amistad de Catar 2010         |
| 8 | 6 de enero de 2010    | Estadio Nacional de Singapur, Kallang, Singapur | Singapur             | 2–0 | 3–1       | Clasificación para la Copa Asiática 2011 |